# ウィラメット滝
ウィラメット滝（ウィラメットたき、英語: Willamette Falls）は、アメリカ合衆国オレゴン州内を流れるウィラメット川の、オレゴン・シティとウェスト・リンの間にある天然の滝である。流量において米国北西部で最大級で、滝の幅に関しては世界全体で17位に当たる。形状は馬蹄型で、幅460メートル (1,500 ft)、高さ12メートル (40 ft) 、流量 873.5立方メートル毎秒 (30,849 cu ft/s)で、コロンビア川との合流点から42キロメートル (26 mi) 上流にある。付近のさまざまな先住民コミュニティにおいて、ウィラメット滝は文化的に重要な場所である。
1873年に竣工し2011年に閉鎖されたウィラメット滝閘門により、滝はウィラメット・バレーを縦断する水運を可能にした。

## 歴史

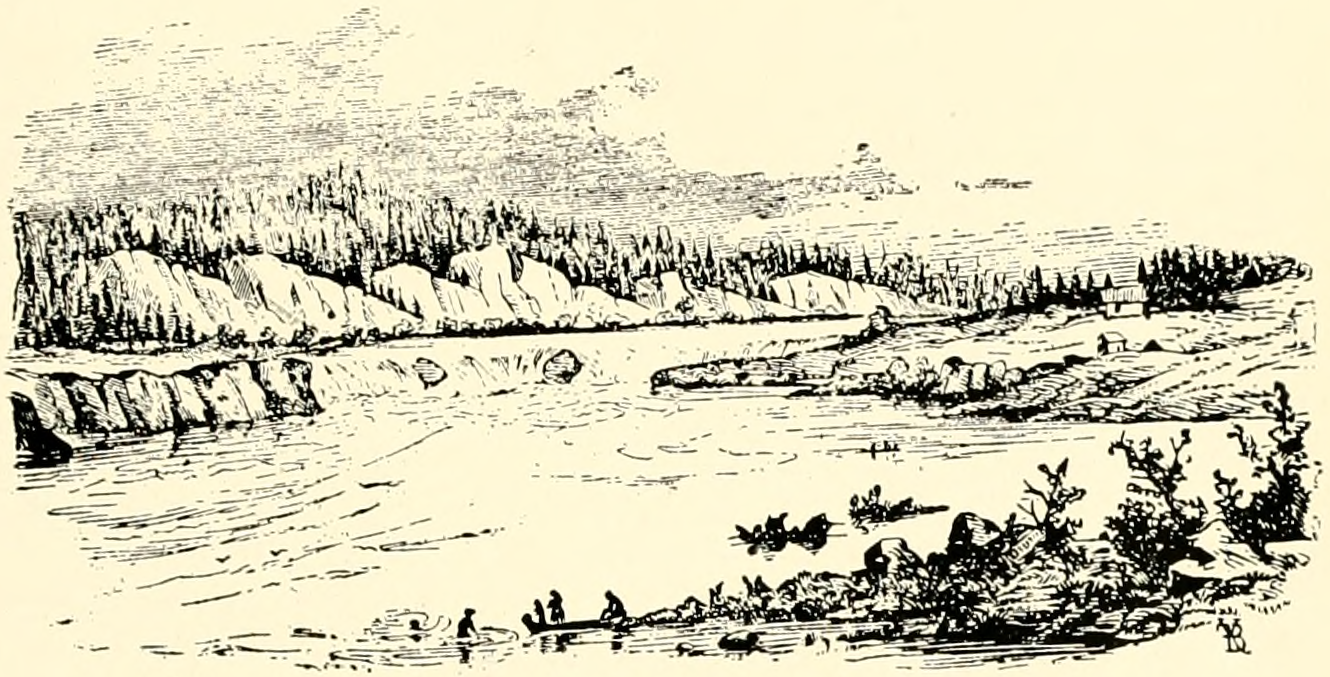
人の手が入る以前の滝の姿

ネイティヴ・アメリカンの口伝によれば、この滝は太古の英雄コヨーテの “T'allapus” が、冬の間も民人が魚を食べられるように築き上げたとされる。かつてウィラメット滝は、上流チヌーク語を話す Clowewalla band of Tumwaters (Willamette Band of Tumwaters) の Charcowah 集落の根拠地であった。彼らの土地は、ウィラメット・バレー条約（1855年1月22日に署名、1855年3月3日に批准）に基づき米国政府に割譲された
。
その後、部族の人々は父祖の地を追われ、グランド・ロンド居留地およびシレッツ・インディアン居留地へ移送された
。

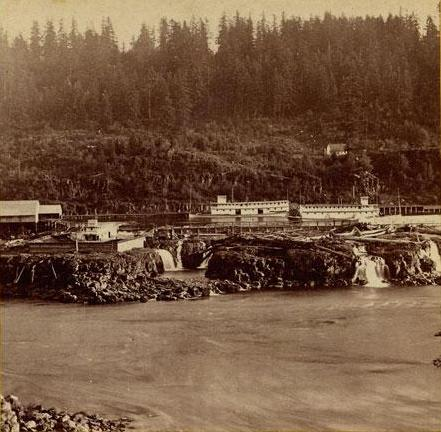
1867年におけるウィラメット滝の船着き場。カールトン・ワトキンス撮影。

ウィラメット滝は数多くの部族にとって重要な場所である。鮭が豊富に生息していたため、各地から部族が滝へ集まり、釣魚や交易、交流に花を咲かせ、この地域において経済的・文化的中心地となっていった。現在においても、ヤカマ部族連合やグランド・ロンド部族連合、シレッツ・インディアン部族連合、ユマティラ・インディアン居留地部族連合、ワーム・スプリングス部族連合など多くの部族が、ウィラメット滝で収穫祭で祀る鮭を獲ったり、夏にはヤツメウナギを集めている。
ヨーロッパの毛皮商人がこの滝の存在に気づいたのは1810年であった。1892年には、ハドソン湾会社のジョン・マクローリンが、会社名義で滝周辺の土地所有権を請求し、登記に成功した。1842年には、滝の東側にオレゴン・シティが、その翌年には西側にリン・シティが設立された。この2つの町は、ウィラメット川を行き来する蒸気船を通じた交易で、経済的に競い合った。ウィラメット滝が航路の終着点とならざるを得なかったため、河船の船長は、どちらかの岸を選択して接岸し、乗客の乗降や貨物の積み下ろしを行う必要があった。滝を超えて先に進む貨客は、有料の専用通路により滝を迂回していた。2つの町の熾烈な誘致合戦は1862年の大洪水で終止符を打たれた。オレゴン・シティーは浸水により大きな被害を受け、リン・シティは壊滅した。
1873年にウィラメット滝閘門が完工し、滝を超えた航行が可能となった。水路の建設に際しては、リン・シティが築かれていた基盤岩を発破で崩しながら掘り進めた。閘門の周囲には、新たにウェスト・リンの町が築かれた。閘門を建設したウィラメット運河・閘門会社は、1915年に施設を米国陸軍工兵隊に売却した。そして、2011年に閉鎖された。

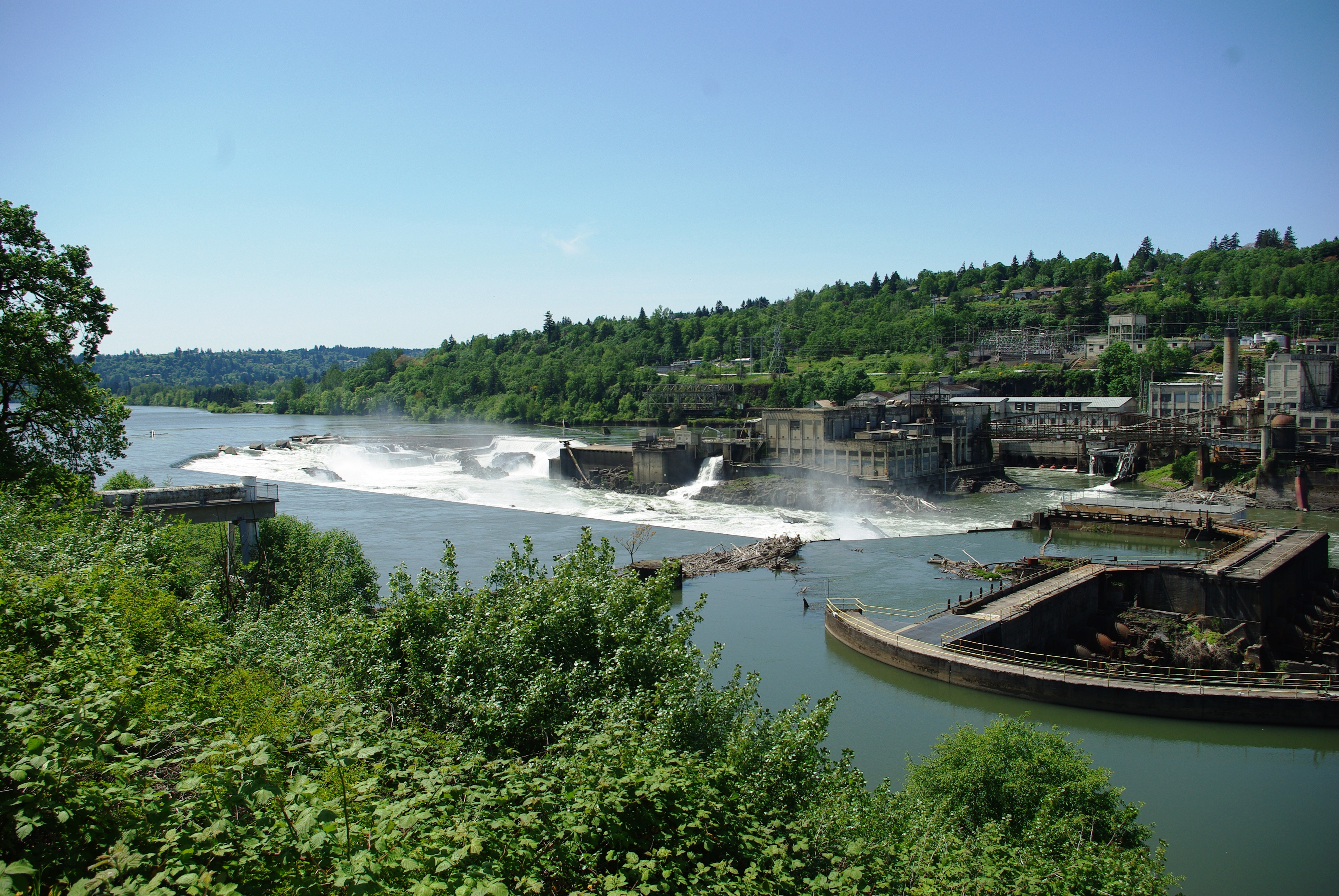
2009年における東岸からの滝の情景。対岸はウェスト・リン

### 産業史
1888年、ウィラメット滝の落差を利用した水力発電所を建設するために、ウィラメット滝電力会社（後のポートランド・ゼネラル・エレクトリック）が設立された。滝の東岸側に水力タービン4基をそなえた発電所が建設され、ポートランドまで23キロメートル (14 mi)もの送電線が敷設された。1989年に完成したこの送電線は、全米初の長距離送電施設であった。
1895年にポートランド・ゼネラル・エレクトリックは2代目の発電所を滝の西岸に建設した。新しい施設は T・W・サリバン発電所と命名され、現在も16,000キロワットの発電能力を維持している。初代の発電所の基礎が今も残存している。
1866年創立のオレゴン・シティ製紙会社を嚆矢として、滝の周りには複数の製紙工場が建てられていた。1889年には、ウェスト・リンにウィラメット・パルプ＆ペーパー社が起業している。工場の持ち主は時代とともに幾度も変わっていった。2011年に残存していた2つの工場は、ウェスト・リン製紙とプルー・ヘロン製紙が所有していた。ウェスト・リン製紙は2017年に工場の操業を止めたが、2019年11月にウィラメット・フォールズ製紙として再開している。ブルー・ヘロン製紙は2011年2月に閉鎖した。
ブルー・ヘロン製紙工場の敷地は、再開発のため競売にかけられた。工場はカナダの投資会社 NRIグローバルが落札し、施設内の機器やスクラップの売却と汚染除去作業を開始した。敷地自体の売却は2013年6月に発表されたが、その後破約となった。2014年5月に別の開発業者ジョージ・ハイドガーケンが敷地を購入し、2019年8月にグランド・ロンド部族連合へ売却した。

## 生態系とその再生
滝の周辺で工業化が進んだ結果、サケやニジマスの遡上量が減少したため、1882年に魚道が設置された。1971年には、新しい魚道に置き換えられ、オレゴン州魚類・野生動物局の管理下となった。2007年春季のキングサーモンの遡上量は、52,000匹と推定されている。工業化の結果、1世紀以上にわたって滝壺への一般人の立ち入りは禁止されていたが、2017年現在、ブルー・ヘロン製紙工場の跡地で川沿いに遊歩道を設置するなど再開発を行い、立ち入りを可能にする計画が進んでいる。

## ギャラリー

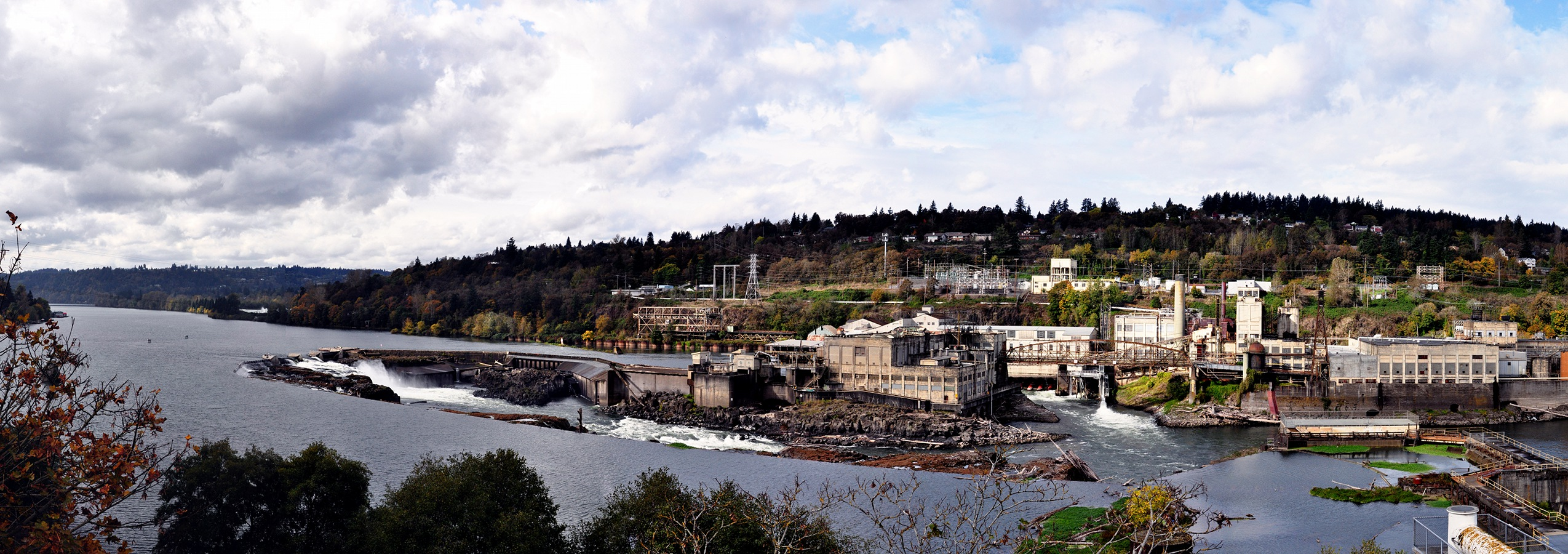
2010年10月23日の製紙工場のパノラマ画像

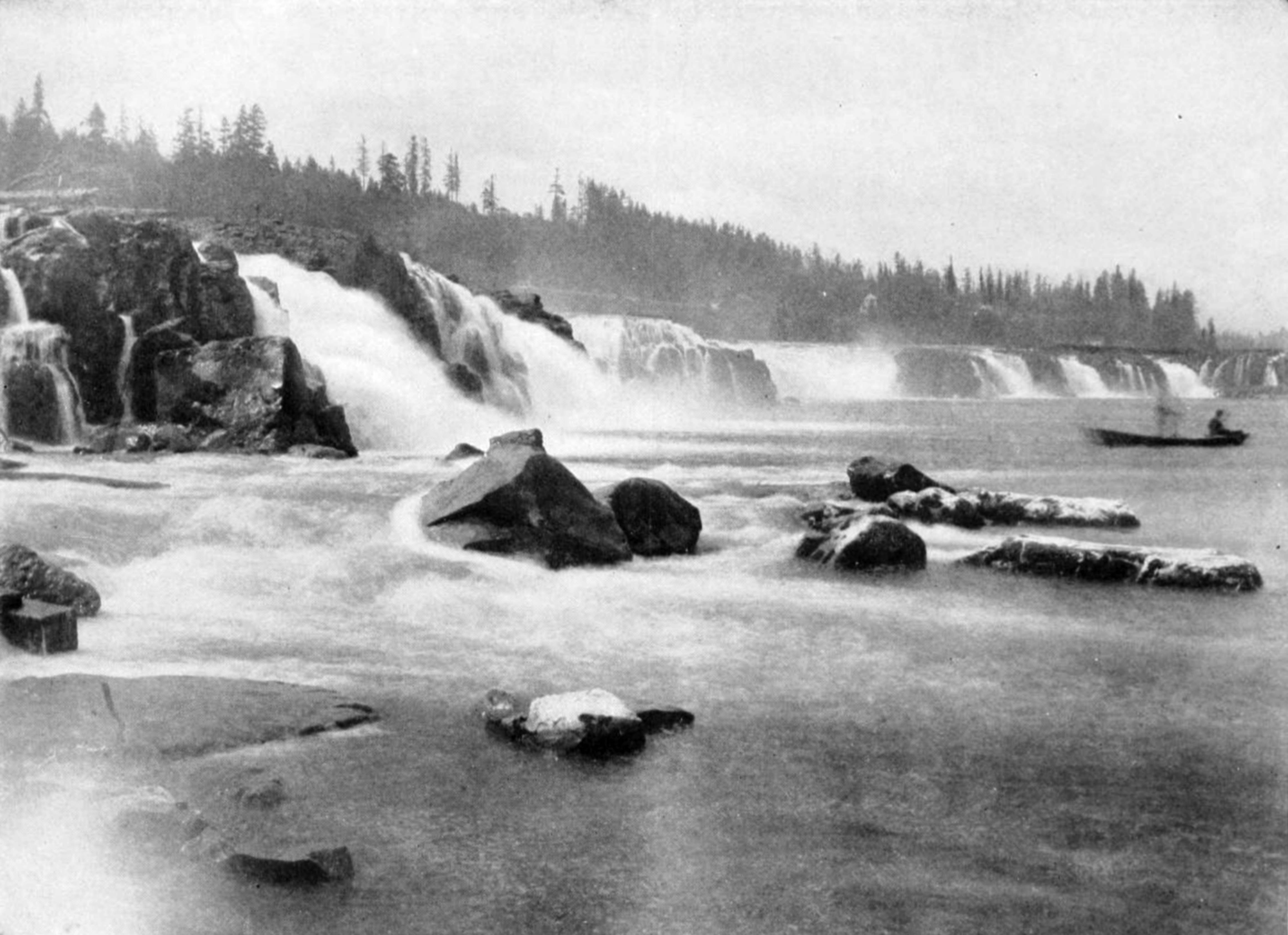
1918年の滝の様子
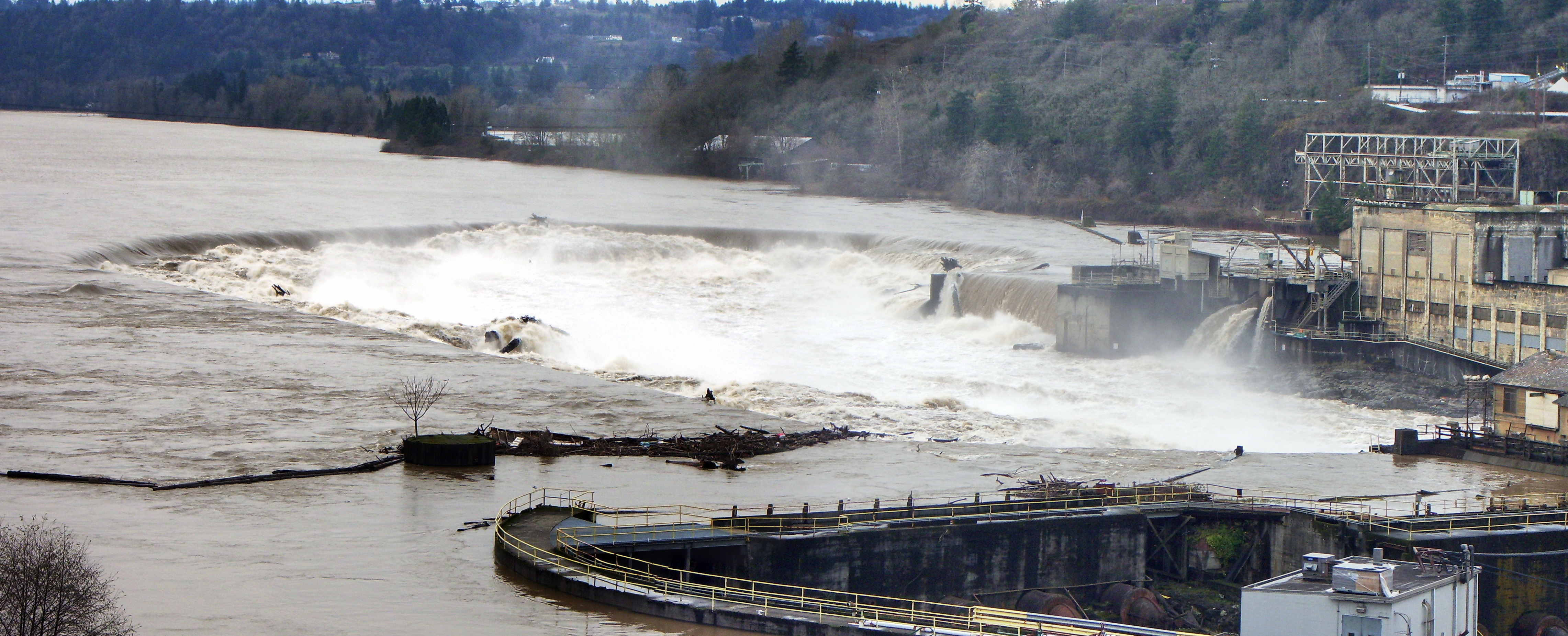
2006年ハヌカー・イヴ暴風雨（英語版）によりウィラメット川が増水した際の滝の様子と製紙工場
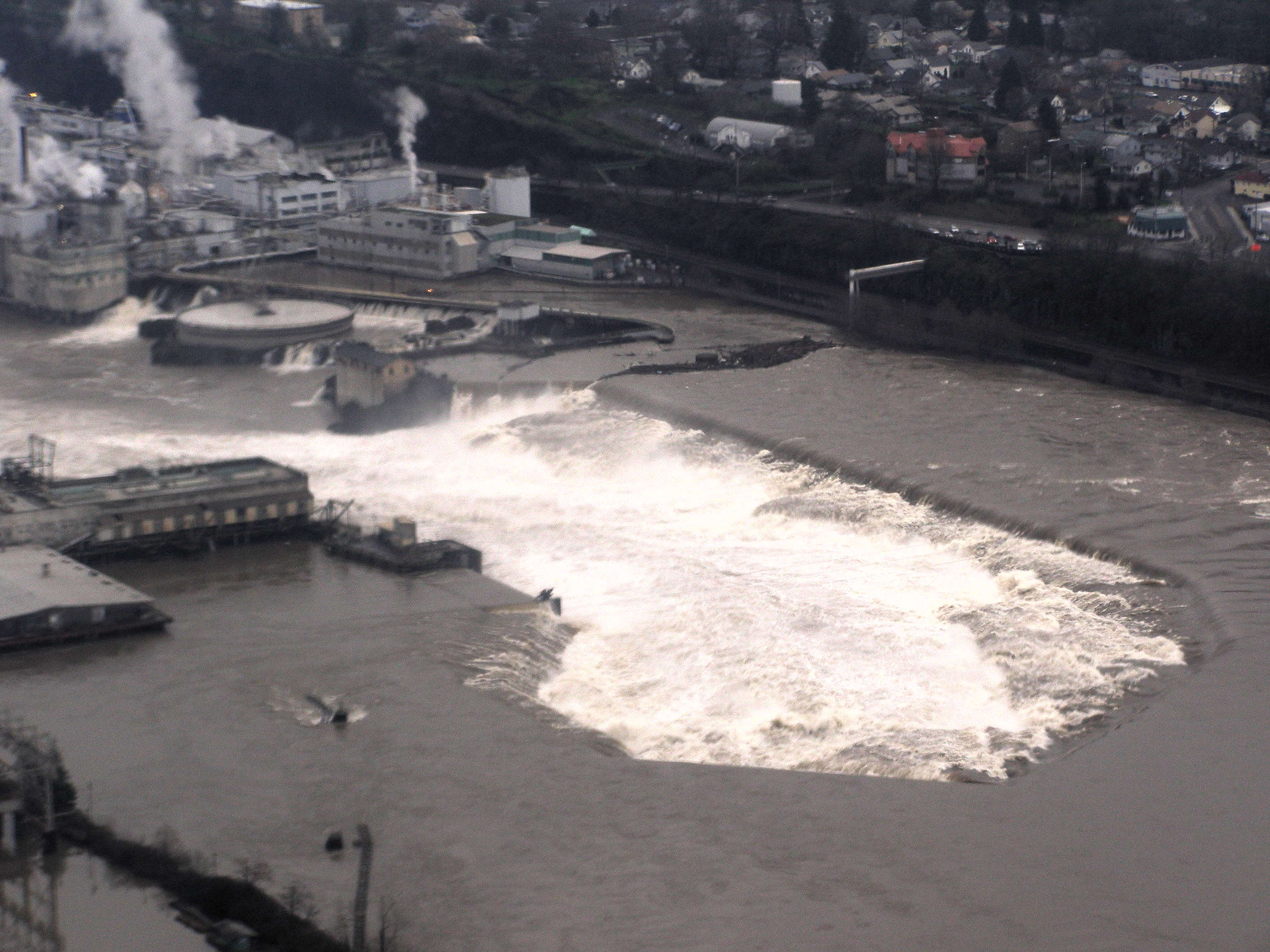
洪水寸前まで増水したウィラメット滝の航空写真。2006年1月22日撮影
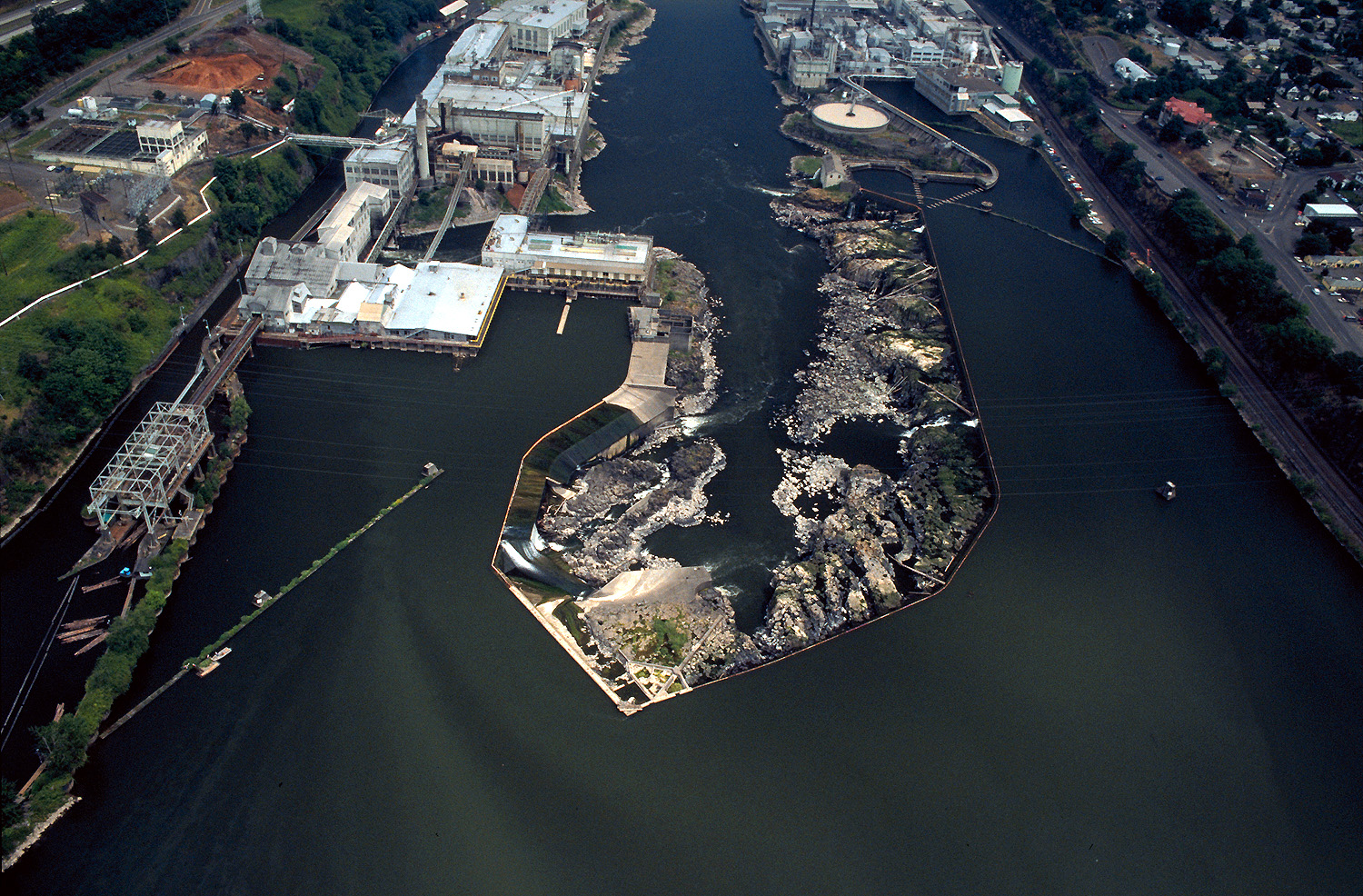
滝の上流からの航空写真。左岸にウィラメット滝閘門の水路が見えている
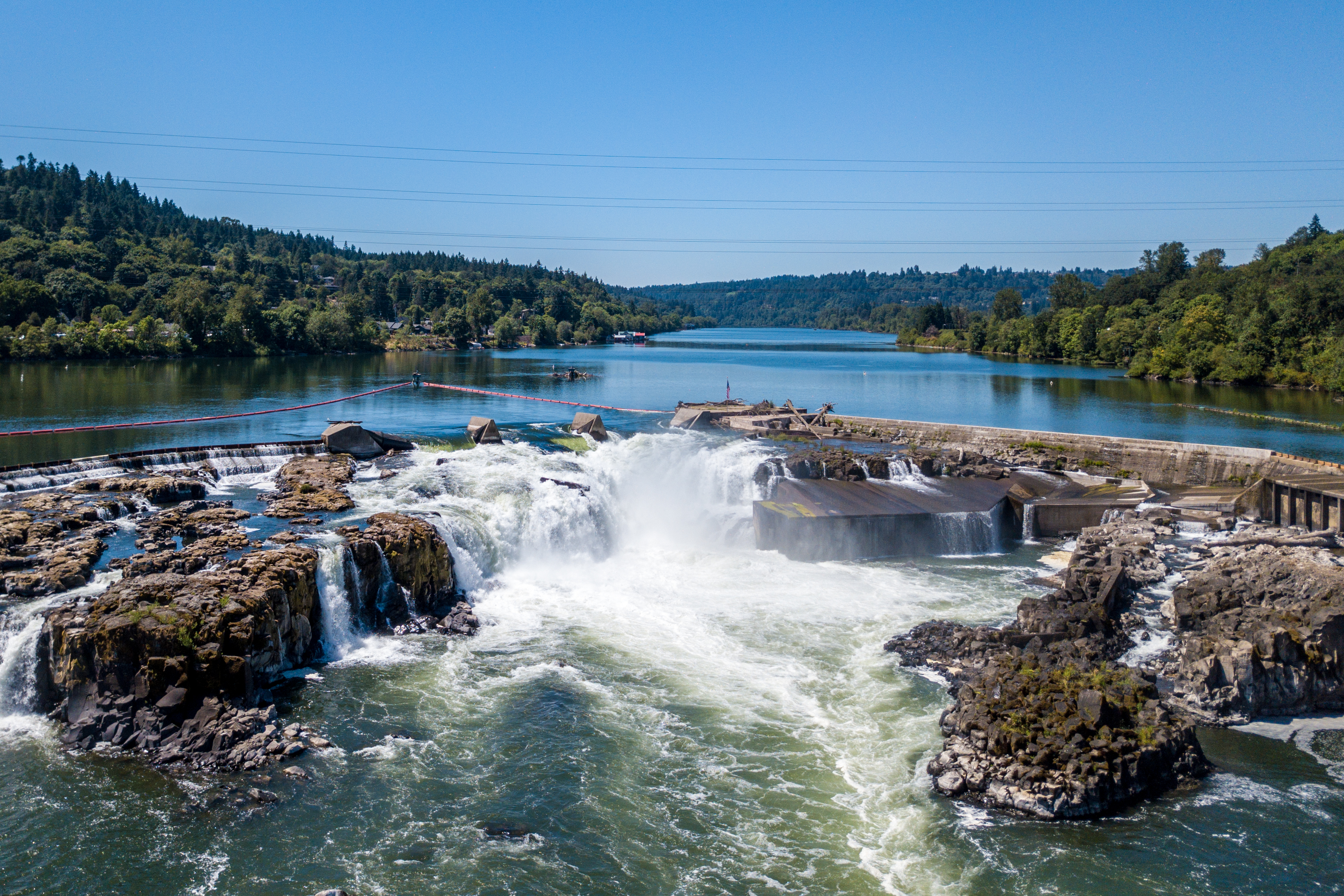
ウィラメット滝の近接画像。2017年7月19日ドローンにより撮影